# Vertice di Hanoi
Il vertice di Hanoi o vertice tra Stati Uniti e Corea del Nord del 2019 (Vietnam) è stato il secondo incontro tra il leader nordcoreano Kim Jong-un e il presidente degli Stati Uniti Donald Trump. Si è svolto il 27 e 28 febbraio 2019 ed è terminato in anticipo.
Il primo vertice si è tenuto a Singapore nel giugno 2018. Lì i due leader hanno parlato della normalizzazione delle relazioni tra i due stati belligeranti e del quadro di una denuclearizzazione della Corea del Nord. Al secondo incontro ad Hanoi, il piano per il disarmo nucleare e l'ulteriore miglioramento delle relazioni sarebbero dovuti essere i temi principali dei colloqui.

## Il vertice
Kim Jong-un ha lasciato la stazione ferroviaria centrale di Pyongyang il 23 febbraio 2019 su un treno blindato per Hanoi. Il 26 febbraio, Kim ha raggiunto la città di confine vietnamita di Đồng Đăng ed è stato portato da lì ad Hanoi in una Mercedes S600 Pullman Guard a prova di proiettile. Kim era accompagnato da sua sorella e capo dello staff Kim Yo-jong e dall'ex capo dei servizi segreti Kim Yong-chol. Il presidente Donald Trump era accompagnato dal segretario di Stato Mike Pompeo e dal capo di stato maggiore ad interim Mick Mulvaney. La sera del 27 febbraio, Kim e Trump avrebbero dovuto cenare insieme, mentre l'incontro vero e proprio avrebbe dovuto svolgersi il 28 febbraio. La Casa Blu della Corea del Sud ha ipotizzato in anticipo che si potesse raggiungere un accordo di pace per porre fine alla guerra di Corea. Questo è stato interrotto da un armistizio dal 1953.
Oltre 3.500 giornalisti iscritti c'erano all'incontro.
Kim Jong-un ha detto che avrebbe accolto con favore l'apertura di un ufficio di collegamento degli Stati Uniti in Corea del Nord. Avrebbe dovuto esserci anche un ufficio nordcoreano a Washington da aprire. Nessuna svolta è stata raggiunta durante l'incontro. Tuttavia, i colloqui hanno mostrato la volontà di Kim di denuclearizzare. Sono stati necessari ulteriori incontri tra Trump e Kim.
Donald Trump ha citato la richiesta di Kim di revocare le sanzioni contro la Corea del Nord come motivo della mancanza di una dichiarazione firmata congiuntamente da Hanoi. Tuttavia, gli Stati Uniti non sono stati pronti per questo. Tuttavia, i colloqui sono andati bene.